# Humanes Herpesvirus 6

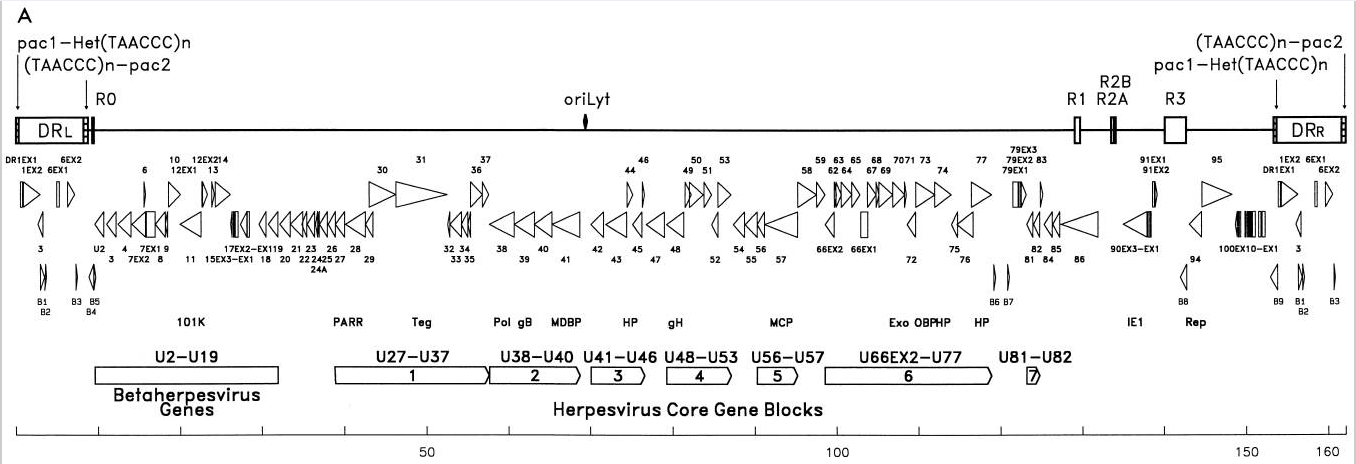
Genomkarte von HHV-6B

Das Humane Herpesvirus Typ 6A und 6B (HHV-6A und 6B) sind zwei humanpathogene Viren (Spezies Roseolovirus humanbeta6a und R. humanbeta6b) aus der Unterfamilie der Betaherpesviren (Betaherpesvirinae)  in der Familie Herpesviridae.
Das International Committee on Taxonomy of Viruses (ICTV) hat die frühere Virusspezies (Humanes) Herpesvirus 6 mit Stand März 2019 aufgeteilt und die beiden Subtypen A und B in den Rang von Spezies erhoben.

HHV-6B ist der Verursacher des Drei-Tage-Fiebers (Exanthema subitum alias Roseola infantum, „Sechste Krankheit“), einer Erkrankung, die vorwiegend im Säuglings- oder frühen Kleinkindalter auftritt. Mit HHV-6A konnten bisher keine Erkrankungen assoziiert werden. Eine Beteiligung dieser Viren an anderen Erkrankungen wird diskutiert (s. u.).

## Historisches
HHV-6A wurde 1986 in der Arbeitsgruppe von Robert Gallo am NIH entdeckt. Die Entdecker glaubten, es mit einem B-Zell-lymphotropen Herpesvirus zu tun zu haben (daher das veraltete Acronym HBLV). Bald stellte sich aber heraus, dass HHV-6 CD4-positive T-Lymphozyten infiziert. HHV-6 ist damit neben dem später entdeckten Humanen Herpesvirus Typ 7 das einzige bisher bekannte humane Herpesvirus, das primär T-Lymphozyten infiziert (alle anderen humanen Herpesviren sind B-Zell-lymphotrop).

## Epidemiologie und Übertragung

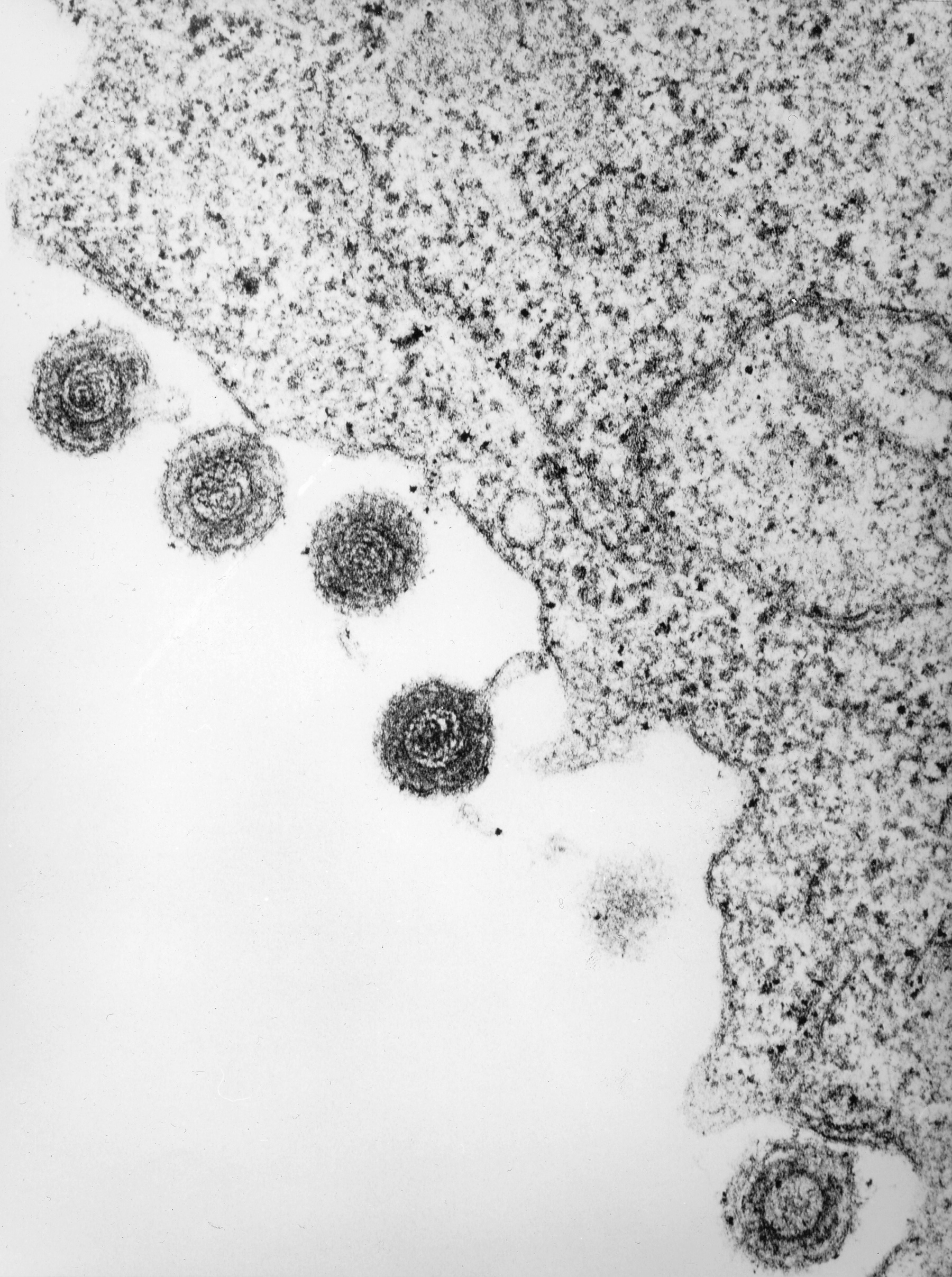
EM-Aufnahme von HHV-6-Viruspartikeln

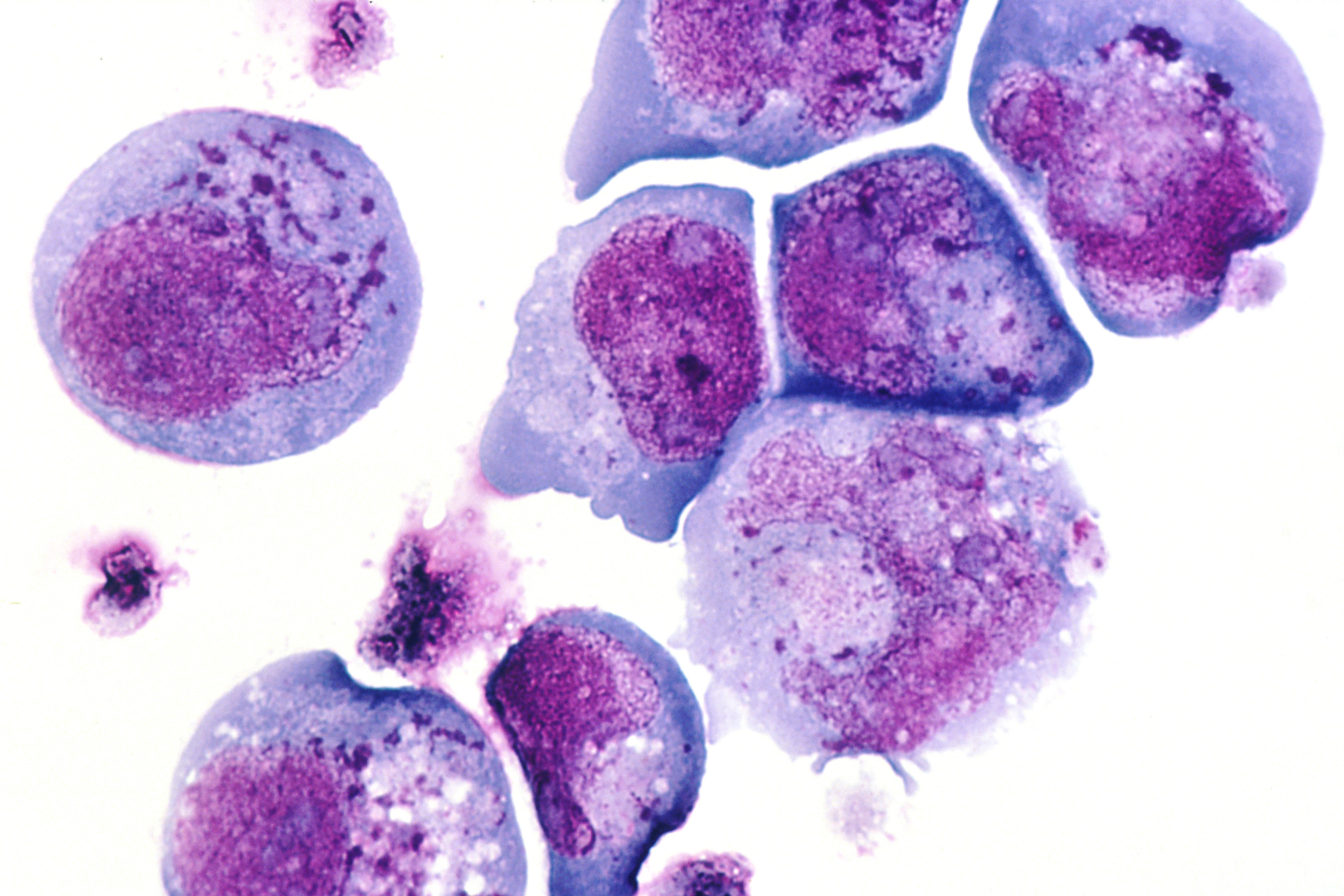
Lichtmikroskopische Aufnahme von infizierten T-Lymphozyten mit typischen sogenannten Einschlusskörperchen (HE-Färbung)

HHV-6A/B sind praktisch ubiquitär verbreitete Viren. Im Erwachsenenalter sind mindestens 80 % der Bevölkerung seropositiv, das heißt latent mit einem der Viren infiziert (wenn auch nicht unbedingt erkrankt). Die Infektion geschieht dabei meist im Säuglings- oder Kleinkindalter durch Tröpfcheninfektion und verläuft häufig klinisch inapparent, das heißt ohne wesentliche Symptome. Die symptomatische Infektion äußert sich meist als Drei-Tage-Fieber.

## Latenz
Wie alle Herpesviren besitzen HHV-6A und -6B die Fähigkeit zur „Latenz“, das heißt zum „Überdauern“ im Organismus über lange Zeit. In der Regel kann das Virus nach Infektion nicht mehr vollständig eliminiert werden. Meist verursacht es keine weiteren Probleme, es kann jedoch wiederaufleben und sich erneut vermehren, wenn das Immunsystem geschwächt ist.

## HHV-6-Enzephalitis
Bei immunsupprimierten Patienten und insbesondere nach allogener Stammzelltransplantation ist das HHV-6B eine der häufigsten Ursachen einer Enzephalitis. Dabei kommt es zu einer Reaktivierung einer chronisch-latenten HHV-6B-Infektion, die bei 30–70 % der Stammzelltransplantierten nachweisbar ist. Die Inzidenz einer HHV-6-Enzephalitis nach Stammzelltransplantation liegt bei 1,4 %, aber 98 % aller Enzephalitiden nach Stammzelltransplantation sind auf HHV-6B zurückzuführen. Als Risikofaktoren für eine Reaktivierung gelten ein HLA-Mismatch, eine T-Zelldepletion und eine Cortison-Therapie. Weiterhin haben 90 % aller Patienten mit HHV-6-Enzephalitis Nabelschnurblutstammzellen erhalten.
Die Enzephalitis ist selten fulminant, sondern meist subakut, langsam beginnend und äußert sich anfangs oft durch Verwirrtheit, dazu können eine anterograde Amnesie, Persönlichkeitsänderungen, Irritabilität und epileptische Anfälle kommen. Fieber ist selten. Im Liquor zeigt sich oft eine leichte Leukozytose, vor allem als Lymphozytose und mit erhöhtem Proteinspiegel. Ein Virusnachweis ist im Liquor möglich. In der Kernspintomographie finden sich ebenfalls meist keine spezifischen Veränderungen, selten können aber Läsionen in der Amygdala oder im Hippocampus gefunden werden.
Erste Symptome können zwei bis sechs Wochen nach der Stammzelltransplantation auftreten, aber auch Latenzen bis zwanzig Wochen nach der Transplantation wurden beobachtet.
Die antivirale Behandlung ist empirisch, es liegen nur Beobachtungsstudien vor. Erste Wahl ist Foscarnet, alternativ oder zusätzlich kann Ganciclovir eingesetzt werden, während Cidofovir wegen des hohen Risikos von Nierenschädigungen eher vermieden wird. Da auch diese beiden Mittel mit schweren unerwünschten Wirkungen verbunden sind, u. a. Nierenschädigungen, Knochenmarksuppression, Elektrolytänderungen und epileptische Anfälle, muss eine engmaschige Überwachung stattfinden.

## Virusnachweis
Der Virusnachweis gelingt in der Regel serologisch, das heißt durch den Nachweis von Antikörpern gegen das Virus. Diese werden jedoch erst einige Zeit nach der Infektion gebildet. Bei Säuglingen können auch noch durch die Mutter über die Plazenta übertragene Antikörper vorhanden sein, die das Bild verfälschen können. In der Phase der akuten Infektion lässt sich die Virus-DNA mittels Polymerase-Kettenreaktion (PCR) oder elektronenmikroskopisch nachweisen. Neben dem Nachweis im peripheren Blut gelingt dieser bei Menschen mit einer geerbten chromosomalen integrierten HHV6-Infektion in jeder Körperzelle.

## Therapie und Impfung
Eine Impfung gegen HHV-6B steht bisher nicht zur Verfügung. Bei schwerwiegenden Komplikationen (z. B. Enzephalitis) sollte eine antivirale Therapie mit Ganciclovir oder Foscarnet versucht werden. Größere Studien, die die Wirksamkeit dieser Virostatika belegen würden, gibt es aber bisher nicht.

## HHV-6A und -6B als Auslöser weiterer Erkrankungen
Die Viren können eine Herzmuskelentzündung bzw. eine Kardiomyopathie auslösen. Außerdem sind sie als mögliche Faktoren bei der Entstehung der Multiplen Sklerose und der Alzheimer-Krankheit in der Diskussion. Eindeutige Daten, die eine Beteiligung an diesen Erkrankungen beweisen würden, gibt es aber nicht. Es existiert eine Studie, die einen Zusammenhang einer HHV-6A-Infektion mit Unfruchtbarkeit nahelegt.